# Alf Baker
Alfred Baker (ur. 27 kwietnia 1898 – zm. 1 kwietnia 1955) był angielskim piłkarzem występującym na pozycji pomocnika.

## Życiorys
Był wychowankiem klubu Eastwood Rangers, lecz przez większą część swojej kariery był zawodnikiem Arsenalu Londyn. W reprezentacji Anglii rozegrał jedno spotkanie. Po zakończeniu kariery pracował jako skaut Arsenalu. Zmarł 1 kwietnia 1955 roku w wieku 56 lat.

## Sukcesy
Arsenal
Puchar Anglii
Finalista (1): 1926/1927